# Herma Koehn
Herma Koehn (* 16. September 1944 in Kleinheubach) ist eine deutsche Schauspielerin, Regisseurin und Hörspielsprecherin.

## Leben
Koehn wurde als jüngste von drei Töchtern im Markt Kleinheubach am Main geboren; ihre älteren Schwestern Heidi und Heike sind Zwillinge. Ihr Vater starb, als Koehn sechs Jahre alt war. Koehns Mutter hielt die Familie zunächst mit Heimarbeit finanziell über Wasser; später nahm sie eine Arbeit im Büro an.
Erste schauspielerische Ambitionen entwickelte Koehn bereits in der Schule; einer ihrer Klassenkameraden war der Schauspieler Thomas Fritsch. In einem Schülerwettbewerb erhielt sie die Rolle des Gretchen. Ein Stipendium für eine Schauspielausbildung bei Eduard Marks durfte Koehn nach Intervention ihrer Mutter nicht annehmen; diese forderte, dass ihre Tochter eine „ordentliche“ Ausbildung machen sollte. Koehn absolvierte daraufhin bei der Hamburger Sparkasse eine kaufmännische Ausbildung zur Sparkassenkauffrau. Sie finanzierte sich damit ihre Schauspielausbildung, die sie von 1964 bis 1968 bei Urte Clasing in Hamburg erhielt und mit der Bühnenreifeprüfung abschloss.
Bereits während ihrer Ausbildung spielte sie am Hamburger Operettenhaus neben Freddy Quinn in dem Musical Heimweh nach St. Pauli von Lotar Olias; am Theater für Kinder trat sie als Annika in Pippi Langstrumpf auf. 1968 wurde sie als festes Ensemblemitglied an das Hamburger Ohnsorg-Theater verpflichtet. Koehn hatte dort zuvor bereits als Gast in dem Stück Strandräuber gespielt; Intendant Hans Mahler gab ihr zunächst einen Jahresvertrag. Ihre erste Rolle als festes Ensemblemitglied war im Herbst 1968 in dem Volksstück Leben in de Bood. Über dreißig Jahre war Koehn festes Ensemblemitglied am Hamburger Ohnsorg-Theater, wo sie bis 2001 über 120 Rollen spielte. Zu den ersten Fernsehaufzeichnungen, in denen sie auftrat gehörten nach Strandräuber (1968) mit Heidi Kabel die Stücke Landleben (1969)  mit Otto Lüthje und Mein Mann, der fährt zur See (1971) mit Christa Wehling. Zu den weiteren Auftritten gehörten u. a. Tratsch im Treppenhaus (1974) mit Heini Kaufeld, Der Etappenhase (1978) mit Edgar Bessen und Ein Mann ist kein Mann (1989) mit Heidi Mahler.
Für ihre schauspielerischen Leistungen erhielt Koehn 1970 die Silberne Möwe, den Künstlerpreis des Hamburger Abendblattes als beste Nachwuchsschauspielerin. Beim Norddeutschen Theatertreffen wurde sie 1978 für die Rolle der Marie in der Komödie Der Etappenhase von Karl Bunje ausgezeichnet.
Seit 1994 gastierte Koehn regelmäßig an der Komödie Winterhuder Fährhaus mit dem Einpersonen-Stück Frauke Petersen oder Die heilige Johanna der Einbauküche. Koehn hatte das Stück Shirley Valentine des britischen Bühnenautors Willy Russell aus dem Englischen ins Plattdeutsche übersetzt und für die Bühne bearbeitet; später schuf Koehn auch eine Fassung des Stücks in Hochdeutsch. Die Rolle der Frauke Petersen spielte sie bis Dezember 2010 in über 300 Aufführungen. Mit dieser Rolle gastierte sie auch am Hamburger Ohnsorg-Theater. 2009 kehrte sie mit der Rolle der Psychopathin Annie Wilkes in einer Bühnenfassung des Thrillers Misery von Stephen King erneut auf die Bühne des Ohnsorg-Theaters zurück. Im Oktober 2009 erhielt Herma Koehn den Rolf-Mares-Preis der Hamburger Theater 2009 in der Kategorie „Außergewöhnliche Leistungen Darstellerinnen“ für ihre Darstellung der Annie Wilkes. Mit dieser Rolle ist sie 2011 auch wieder auf Tournee.
Seit August 2001 arbeitet Koehn als freie Schauspielerin. Sie trat unter anderem am Altonaer Theater (2003 als Amandine Landernau in dem Lustspiel Katze im Sack von Georges Feydeau, 2004/2006 als Madame Chanel in Acht Frauen), am Pyrmonter Theater (2003/2004 als Madame de Volanges in Gefährliche Liebschaften, Bühnenfassung: Manfred Wekwerth), am Hamburger Volkstheater (2004/2005/2006 als Anna Reimers in dem Volksstück Zitronenjette), in Düsseldorf und am Ernst-Deutsch-Theater (2008 als Violet in dem Kriminalklassiker Der Fall Winslow von Terence Rattigan, Regie: Volker Lechtenbrink) auf. In den Jahren 2011 und 2012 war sie erfolgreich in Berlin und Hamburg mit der Komödie Kalender Girls.
Außerdem verfasste Herma Koehn zahlreiche Übersetzungen ins Plattdeutsche, unter anderem Die Buhlschwester von Jakob Michael Reinhold Lenz und Dialoge und Sketche von Karl Valentin. Sie betätigte sich als Regisseurin, unter anderem bei Dat stahlen Glück von Hans Bunje am Ohnsorg-Theater. Sie trat mit literarischen Solo-Programmen auf, in denen sie Texte und Lieder von Heinrich Heine, Kurt Tucholsky, Joachim Ringelnatz, Arnold Risch und Hans Leip vortrug. Außerdem stellte sie die szenische Lesung Eine Freundschaft, mit Texten aus dem Briefwechsel zwischen George Sand und Gustave Flaubert, zusammen. Gemeinsam mit Hans-Peter Hallwachs trat sie damit im November 2009 im Torhaus Wellingsbüttel auf.
Koehn arbeitete als Darstellerin auch beim Film und insbesondere beim Fernsehen. Im Kino war sie in Nordsee ist Mordsee von Hark Bohm und in Soul Kitchen von Fatih Akın zu sehen. Zahlreiche Aufführungen aus dem Hamburger Ohnsorg-Theater wurden live oder als Aufzeichnungen in der ARD und in den Regionalprogrammen ausgestrahlt. Beim ZDF spielte sie 1970, unter der Regie von Hermann Kugelstadt, in dem Fernsehspiel Der Fall Sorge. Episodenrollen hatte Koehn auch in den Fernsehserien Großstadtrevier, girl friends – Freundschaft mit Herz, Adelheid und ihre Mörder, Einsatz Hamburg Süd und Drei mit Herz.
Koehn war auch intensiv als Hörspielsprecherin tätig. Bei dem Schallplattenlabel Europa sprach sie Ende der 1960er Jahre/Anfang der 1970er Jahre zahlreiche Hörspielrollen, so die Tirzah in Ben Hur, die Nydia in Die letzten Tage von Pompeji, die Cora Munro in Lederstrumpf und die Lucy Westenra in Dracula. Ihre Interpretation der Rolle der Nscho-tschi in den Winnetou-Hörspielen Winnetou I und Winnetou II, nach Motiven von Karl May, besitzt heute unter Hörspielfreunden immer noch Kultstatus. Sie nahm außerdem norddeutsche Hörspiele beim Norddeutschen Rundfunk und bei Radio Bremen auf, wie beispielsweise 2001 als Hauptdarstellerin in Der Weihnachtsmann in Not oder Mit Musik geht alles besser nach einer Erzählung von Felix Timmermans. Außerdem las sie Hörbücher, unter anderem Mord im Spiegel von Agatha Christie.
Koehn hat einen Sohn, den sie als allein aufzog, und zwei Enkelkinder. Sie lebt in Hamburg-Fuhlsbüttel.

## Filmografie (Auswahl)
| - 1970: Der Fall Sorge - 1971: Mein Mann, der fährt zur See (Theateraufführung, Ohnsorg-Theater, Hamburg) - 1971: Der möblierte Herr (Theateraufführung, Ohnsorg-Theater, Hamburg) - 1972: Wir 13 sind 17 (Fernsehserie) - 1973: Im Auftrag von Madame (Fernsehserie) - 1975/1976: Nordsee ist Mordsee - 1982: Eine Frau für den Klabautermann (TV) - 1996: girl friends – Freundschaft mit Herz - 1996: Alles außer Mord - 1996: Adelheid und ihre Mörder - 1997: Einsatz Hamburg Süd - 1997: Guppies zum Tee - 1998: Glatteis | - 1998: Evelyn Hamanns Geschichten aus dem Leben - 1999: Zwei Männer am Herd - 1999: Wut im Bauch - 1999: Drei mit Herz - 2004: Der Traum vom Süden - 2003: Tatort – Sonne und Sturm - 2007: Tatort – Liebeshunger - 2009: Soul Kitchen - 2018: Der Goldene Handschuh - 2020: Notruf Hafenkante: Brüderchen und Schwesterchen (Fernsehserie, eine Folge) - 2023: Nord Nord Mord: Sievers und die letzte Beichte |